# Igreja Evangélica Luterana do Brasil
A Igreja Evangélica Luterana do Brasil (acrônimo IELB) é uma denominação luterana, com sede na cidade de Porto Alegre, Rio Grande do Sul. Oficialmente, conta com 245.097 membros batizados, distribuídos em congregações e 529 paróquias, com o número de pastores alcançando a marca de 933 em 2020. Ela está filiada ao Concílio Luterano Internacional (ILC), órgão responsável por parte das denominações luteranas. Com o constante crescimento ao longo dos anos, a IELB se tornou a maior igreja-irmã da Igreja Luterana - Sínodo de Missouri.
A primeira congregação foi oficialmente fundada em 1 de julho de 1900, após a vinda do pastor Christian J. Broders, missionário da Igreja Luterana do Sínodo de Missouri, que havia sido enviado para o Brasil após uma decisão do Conselho Geral sobre uma dispersão pela América do Sul. Assim sendo, a primeira congregação da IELB foi estabilizada no município de Morro Redondo, no estado do Rio Grande do Sul, e chamou-se "Congregação Evangélica Luterana São João". A denominação "Igreja Evangélica Luterana do Brasil" foi criada em 24 de junho de 1904, após uma reunião em São Pedro do Sul, no momento em que a Igreja contava com cerca de três mil membros.
Um estudo divulgado em dezembro de 2010 representou que aproximadamente metade dos membros residem no Rio Grande do Sul, seguido pelos estados de Paraná e Santa Catarina, que juntos demonstram 74,5% do número total de membros. Apesar do seu número de filiados estar em constante crescimento ao longo dos anos, a IELB representa cerca de 20% dos brasileiros luteranos, sendo que quase toda a porção restante está localizada na Igreja Evangélica de Confissão Luterana no Brasil (IECLB).

## História

### Fundação

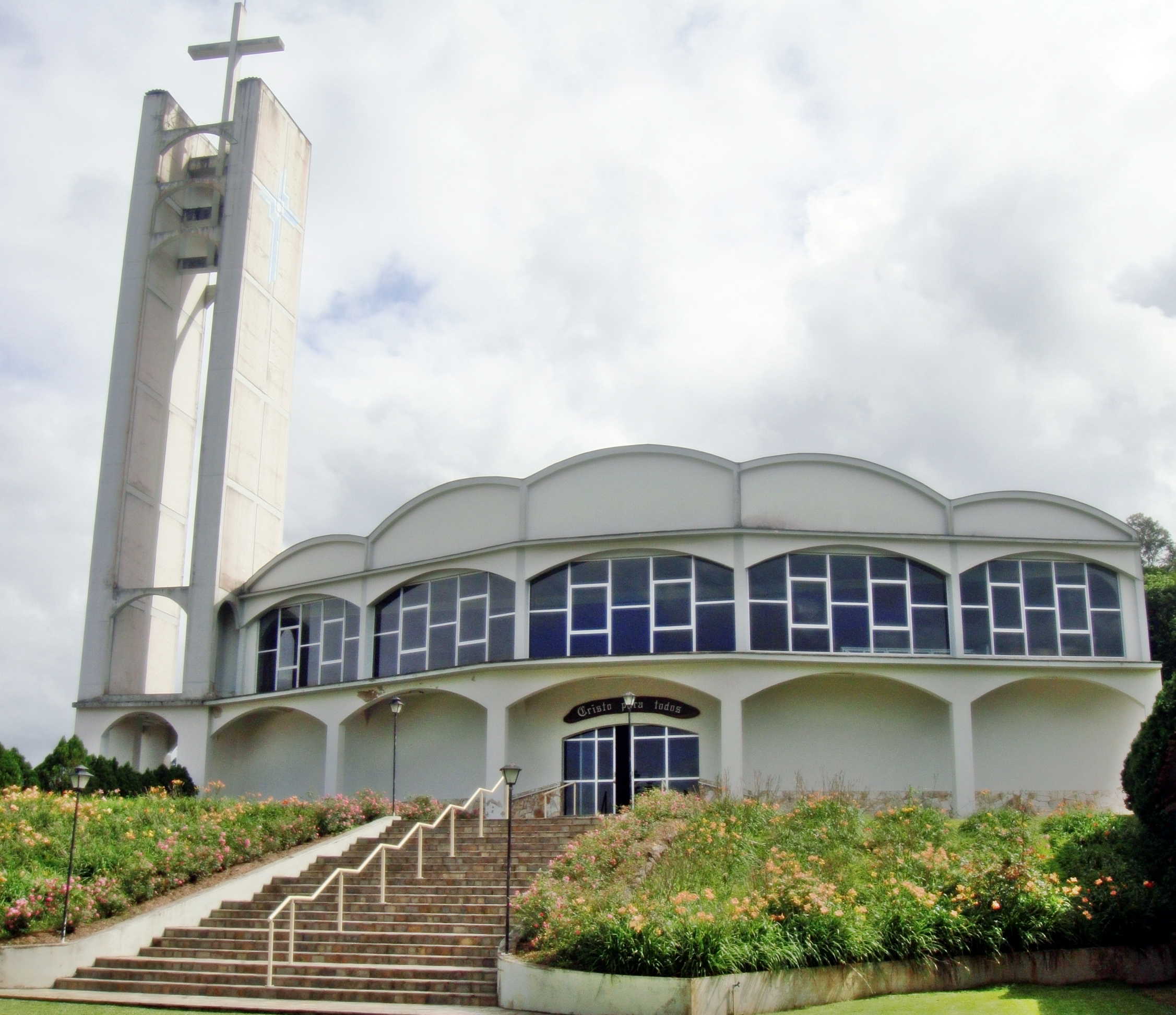
Templo da Igreja Evangélica Luterana do Brasil (IELB), em Schroeder - SC. Congregação Cristo. Atualmente o maior templo da IELB na América Latina.

A origem da Igreja Evangélica Luterana do Brasil tem seus registros datados de 1817, quando ocorreram as primeiras dispersões de luteranos da Alemanha para os Estados Unidos, onde alguns cristãos formaram a Igreja Luterana do Sínodo de Missouri. A partir desta chegada de missionários na América, os conselheiros se preocuparam em enviar pastores para ensino da doutrina no Brasil, decisão que foi apenas tomada em 1899 após um Conselho Geral. Apesar de grande parte dos membros da diretoria serem favoráveis ao envio de seus missionários para o Brasil, algumas pessoas eram contrárias à tal ação, com destaque para o pastor Heinrich C. Schwan, que havia sido o último presidente do Sínodo. Schwan tinha esta posição pois havia trabalhado como tutor em uma colônia chamada Leopoldina, localizada no sul da Bahia, entre os anos de 1844 e 1850. Schwan então acabou tendo uma experiência negativa devido ao estilo de vida e fé que presenciou da população baiana, esta formada na sua maioria por pessoas místicas e sem instrução escolar.

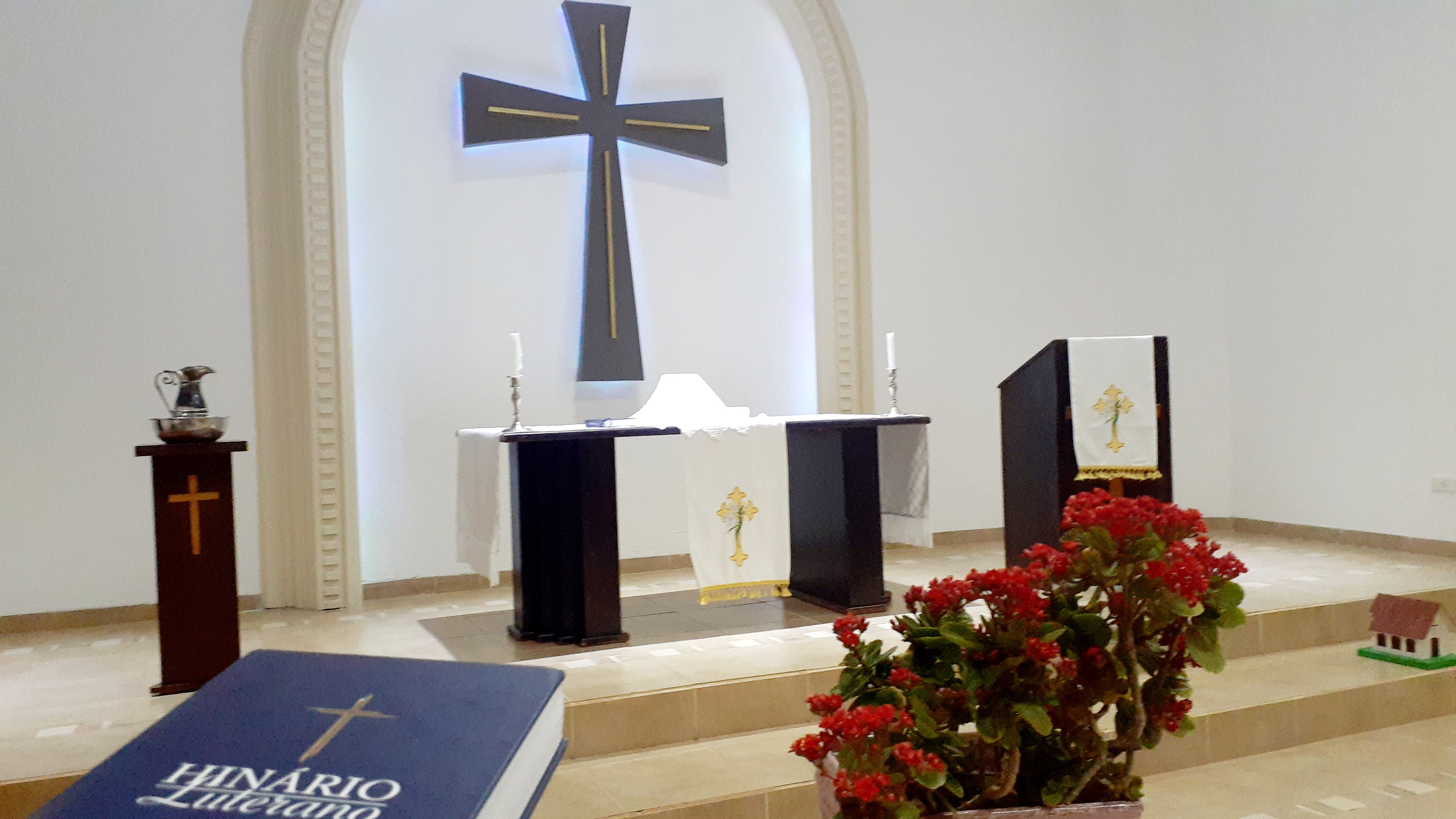
Interior do Templo da Congregação Santíssima Trindade em Naviraí/MS

Apesar dos protestos de Schwan, a Conjuntura Internacional decidiu dar início ao envio de missionários ao Brasil, utilizando uma doação de US$ 2.000 por uma pessoa anônima, sendo o pastor Christian J. Broders quem deu início aos trabalhos no país, em uma visita de prospecção missionária. Broders foi recebido pelo pastor Johann Friedrich Brutschin, que mantinha uma congregação ativa em Novo Hamburgo, Rio Grande do Sul, e exprimia vontades de retornar para Alemanha, sua terra-natal. A opinião inicial que Broders teve ao chegar no estado foi de um total descontentamento com o assunto da religião, mostrando indiferentismo com a mesma. O ambiente difícil ao estabelecimento relatado pelo missionário, incluía o chamado "Sínodo Rio-Grandense" que já possuía pastores em diversas localidades.
Após dirigir-se para a cidade de Pelotas, também no Rio Grande do Sul, Broders procurava um meio de retornar aos EUA, quando encontrou um grupo de imigrantes em uma vila próxima, chamada São Pedro. Um senhor chamado Augusto W. Gowert o convidou para permanecer em sua residência, enquanto ambos conversavam sobre doutrina. Após ambos se identificarem no mesmo conceito sobre a doutrina, resolveram se reunir com outras dezessete famílias, e assim deram início a primeira Congregação Evangélica Luterana do Brasil. Então, em 1º de julho de 1900, foi oficialmente fundada no município de Morro Redondo, a Comunidade Evangélica Luterana São João. A IELB reconhece em sua página oficial tal data como a de início de seus trabalhos em solo brasileiro. Broders então retornou para o Sínodo de Missouri e veio a falecer em 27 de novembro de 1932.
O pastor desta congregação se tornou Wilhelm Mahler, enviado dos Estados Unidos para realizar tal função, onde ficou até o ano de 1914. Em 1901, mais três congregações foram fundadas, todas elas no Rio Grande do Sul, nas comunidades de Santa Coleta, Santa Eulália e
Bom Jesus. No ano seguinte, as congregações se expandiram por quase todos os pontos do Rio Grande do Sul, chegando na capital Porto Alegre. Em 24 de junho de 1904, ocorreu a criação da denominação Igreja Evangélica Luterana do Brasil (IELB), oficialmente, em alemão, Der Brasilianische District der deutschen evangelisch-lutherischen Synode von Missouri, Ohio und andern Staaten. Ela foi criada na cidade de São Pedro do Sul, em uma reunião que contou com a presença de quatorze pastores, um professor e dez leigos, que representaram dez comunidades luteranas, que juntas teriam aproximadamente três mil membros. Seu primeiro presidente foi o próprio Mahler, que exerceu a função entre 1904 e 1910.

### Expansão
A Igreja Evangélica Luterana do Brasil adotou o Seminário Concórdia, fundado em 27 de outubro de 1903, em Bom Jesus, São Lourenço do Sul, como o seu local de formação para pastores. Enviado diretamente do Sínodo de Missouri, o pastor John Hartmeister atuava como o único professor e instrutor do local, até o seu fechamento em 1905. O Seminário reabriu em 1907, em Porto Alegre, RS, desta vez com dois professores, e foi fundamental para a formação de pastores capacitados para a função. Com a expansão geográfica realizada pela IELB ao longo dos anos, os pastores começaram a ser enviados para os pontos em que mais eram necessitados.
Antes da fundação oficial da IELB, já existiam congregações luteranas nas mesorregião Noroeste e Central, além de pontos isolados em São Leopoldo, Dois Irmãos, Estância Velha e Porto Alegre. A expansão continuou após a fundação oficial da IELB nas cidades de Roca Sales, Ijuí e Erechim. Em 1905, a IELB se expandiu pela primeira vez ao exterior, realizando missões e atendimentos pastorais na Argentina, que eram coordenados pelo Sínodo de Missouri. A primeira congregação fora do estado do Rio Grande do Sul foi fundada em 1921, atendendo a Santa Catarina, na cidade de Luzerna, atual Bom Retiro. No mesmo ano, foi fundada a primeira congregação da IELB no Paraná, na cidade de Cruz Machado, que foi a única a ser atendida no estado até 1937. Neste período, a IELB já contava com quase 20 mil membros batizados.

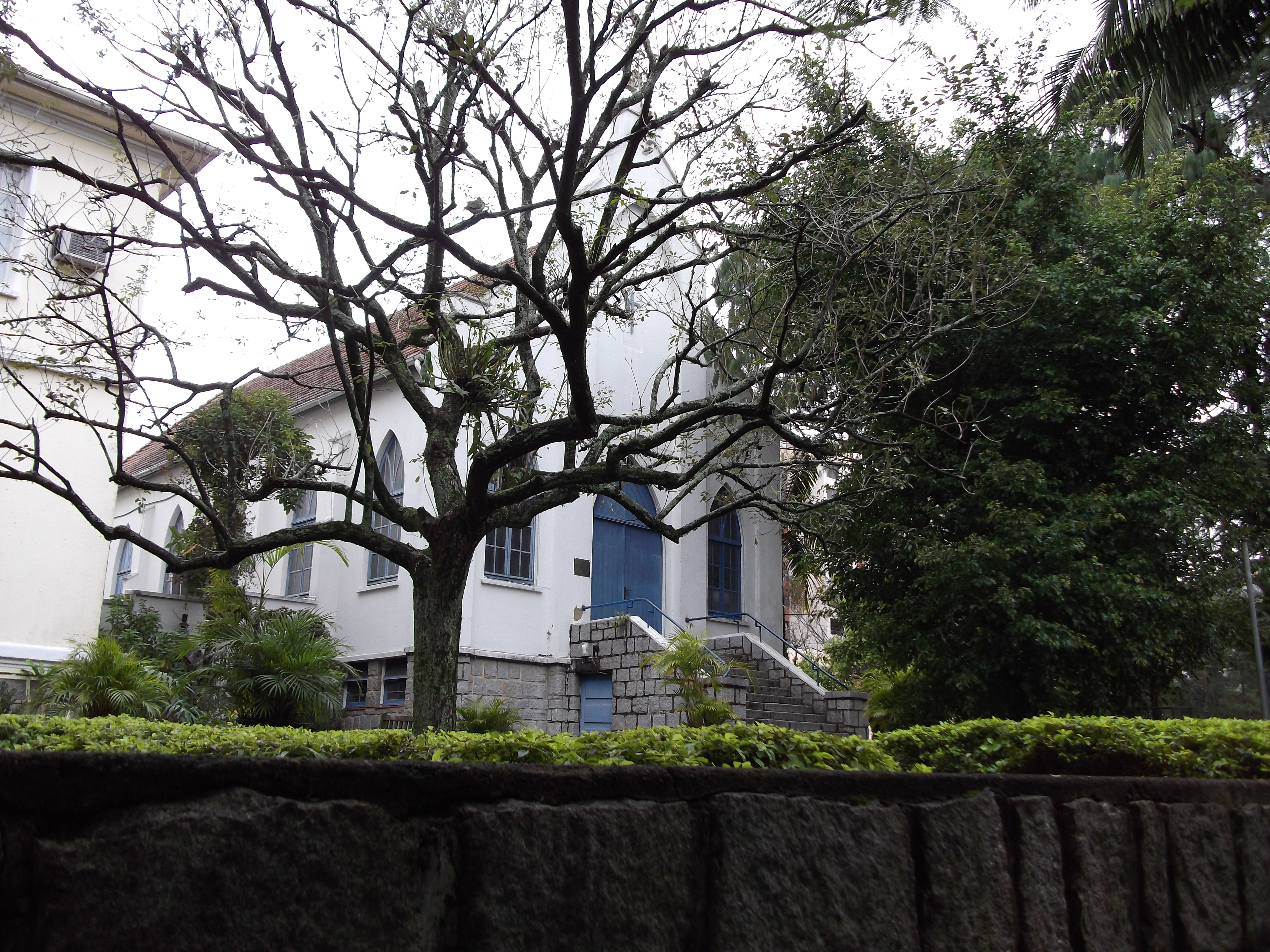
Comunidade Luterana Concórdia, Igreja Evangélica Luterana do Brasil, Porto Alegre.

Em 1923, após a fundação da editora Concórdia, a Igreja Evangélica do Brasil teve oficialmente uma loja de distribuição de seus materiais escritos, tendo sido distribuído em 1924 o Catecismo Menor de Lutero, o primeiro livro da editora. Nos anos subsequentes, a IELB se espalhou pelos estados do Espírito Santo, Rio de Janeiro (ambos 1929), São Paulo (1931), e Minas Gerais (1933). Na década de 1920 também podemos perceber a fundação da Juventude Evangélica Luterana do Brasil (JELB) sob o nome de Waltherliga, formada por pessoas confirmadas que não eram casadas, e se estabilizou como o primeiro departamento da igreja. Em 1925, foi realizada a comemoração de 25 anos do início da missão no Brasil, com a publicação do livro Fuenfundzwanzig Jahre unter dem Suedlichen Kreuze (em português Vinte e cinco anos sob o Cruzeiro do Sul), por Otto H. Beer.
Em 1927, no município gaúcho de Canguçu, foi criada uma igreja separada para descendentes dos escravos da região, a um quilômetro de distâncias da "igreja dos alemães". A congregação separada foi criada devido à resistência de imigrantes alemães às tentativas de integração promovidas pelos pastores, em especial, pelo Pastor Augusto Drews. A igreja, congregação Manoel do Rego, exemplar único de comunidade luterana negra no Brasil, existe até hoje e duas congregações realizam festas e outras atividades conjuntas. Participou da congregação local João José Alves, o primeiro pastor luterano negro do Brasil. João José foi enviado pelo pastor Augusto Drews para o Seminário Concórdia em Porto Alegre (RS) ainda na década de 1920, vindo a se tornar pastor da congregação Manoel do Rego na década de 1930 e a iniciar um trabalho missionário em Pelotas em 1934.
Em 1945, a Igreja Luterana do Brasil ultrapassou a marca de 50 mil membros oficiais, apesar de ser estabilizada apenas nas regiões Sul e Sudeste do país. Neste período, a IELB registra seu primeiro momento de tensão, após ordens do governo de Getúlio Vargas, que, com a "nacionalização", proibiu o uso da língua alemã e prendeu pessoas inocentes, leigos, professores e pastores, fechou escolas e templos, além de confiscar e destruir livros religiosos e equipamentos. Pouco se sabe sobre este assunto, porém fontes afirmam que tal instabilidade durou até o final da Segunda Guerra Mundial. Passada esta instabilidade, a IELB comemorou o aniversário de 50 anos do início da missão luterana no Brasil em um culto no Theatro São Pedro, em Porto Alegre, reunindo aproximadamente mil pessoas, em 29 de janeiro de 1950.
Como dito anteriormente, tais tensões se aliviaram apenas após o fim da Segunda Guerra Mundial, e a expansão continuou em 1951, atingindo os territórios de Pernambuco, Bahia, Goiás, Mato Grosso e Distrito Federal (estes dois últimos em 1957). Foram encontradas diversas dificuldades para a divulgação da igreja na Região Nordeste, com os cultos reunindo poucas pessoas, onde a maioria dos frequentadores pronunciava apenas o alemão. Nesse período, ocorreu o surgimento da Liga de Servas Luteranas do Brasil (LSLB), departamento que englobava todas mulheres casadas. Elas começaram a se destacar por volta da década de 1980, onde já estavam aptas para votar e concorrer a cargos da Igreja, bem como eram as principais participantes de projetos sociais e de diaconia. A IELB chegou com a primeira missão em Portugal no ano de 1957, onde pouca informação se foi registrada. Em 2008, eram quatro pastores que estavam trabalhando no país. Para se comemorar o 50° aniversário, foi realizada uma pregação pelo pastor Rodolpho Hasse, com a presença de membros da Igreja Luterana do Sínodo de Missouri.

### Abrangência em todo o país e aumento de membros
A IELB se expandiu em Rondônia e Maranhão em 1971, no Piauí em 1978, no Ceará em 1979, em Alagoas em 1981, em Roraima e Amazonas em 1984, no Rio Grande do Norte em 1986 e no Acre em 1988. Destes, onde a Igreja conquistou o maior número de fiéis foi em Rondônia, na região de Cacoal, onde foi celebrado o aniversário de quarenta anos em 2011 contando com a presença de mil pessoas. No início da década de 1980, a IELB iniciou uma missão no Paraguai, que ao longo dos tempos foi se intensificando e atualmente esta é uma "igreja-irmã". Em 1979, no culto do aniversário de 75 anos da IELB, o pastor Dr. Jacob A. O. Preus agradeceu toda a missão da IELB no Brasil, e completou que a mesma se tornou a maior igreja-irmã do Sínodo de Missouri no mundo. Ele também salientou que o maior objetivo da igreja era a independência financeira do Sínodo.
Em janeiro de 1971, foi criado o departamento dos leigos, que engloba todos os homens casados e batizados na Igreja Evangélica Luterana do Brasil, o qual está ativo até os dias de hoje. Em 1991, a IELB chegou a marca de 200 mil membros oficiais, representando evolução em cada ano desde sua fundação. Neste ano, entre os dias 23 e 26 de maio, foi decidido o símbolo oficial, sendo este uma cruz estilizada, remetendo ao formato de um "L" e um "B", representando o luteranismo e o Brasil. Em 30 de dezembro de 1994, a igreja assinou um convênio com a Universidade Luterana do Brasil, oferecendo o curso de bacharelado em teologia. Em 1999, a IELB chegou ao último estado em que ainda não estava, sendo este o Amapá. Por volta desta época, foi estabelecido o lema geral da IELB: "Cristo Para Todos".
Em 1 de janeiro de 2000, a Igreja Evangélica Luterana do Brasil finalmente conseguiu sua independência financeira do Sínodo de Missouri, sendo que desde então é mantida pelas ofertas dos membros e pelo dinheiro envolvido com a venda e divulgação de seus materiais.
No dia 11 de janeiro de 2004, a IELB completou a marca de 100 anos de existência, e para isso foi realizado um culto especial na cidade de Gramado, reunindo cerca de 12 mil pessoas no Centro de Convenções Expogramado. Originalmente, o evento estava programado para acontecer na cidade de Canela, no Centro de Feiras, mas por motivos de excesso de público o local foi alterado. Tal festividade contou com a presença de várias autoridades, como o vice-governador Antônio Hohlfeldt, representando o governador Germano Rigotto, o deputado federal Onyx Lorenzoni e os prefeitos José Vellinho Pinto (Canela) e Pedro Henrique Bertolucci (Gramado). O evento também contou com a presença de pessoas de outras igrejas, como o presidente da Igreja Evangélica de Confissão Luterana no Brasil Dr. Walter Altmann e o arcebispo católico Dom Dadeus Grings.
A página oficial da igreja informa que a mesma possuía, em 2020, 59 distritos, 529 paróquias, 1.937 igrejas congregações, 933 pastores e 245.097 membros. A IELB não possui oficialmente uma igreja no exterior, visto que a mesma leva o nome do país, Brasil, e as igrejas que seguem a mesma denominação pertencem ao Concílio Luterano Internacional, e a doutrina pregada por eles é a mesma.

## Doutrina

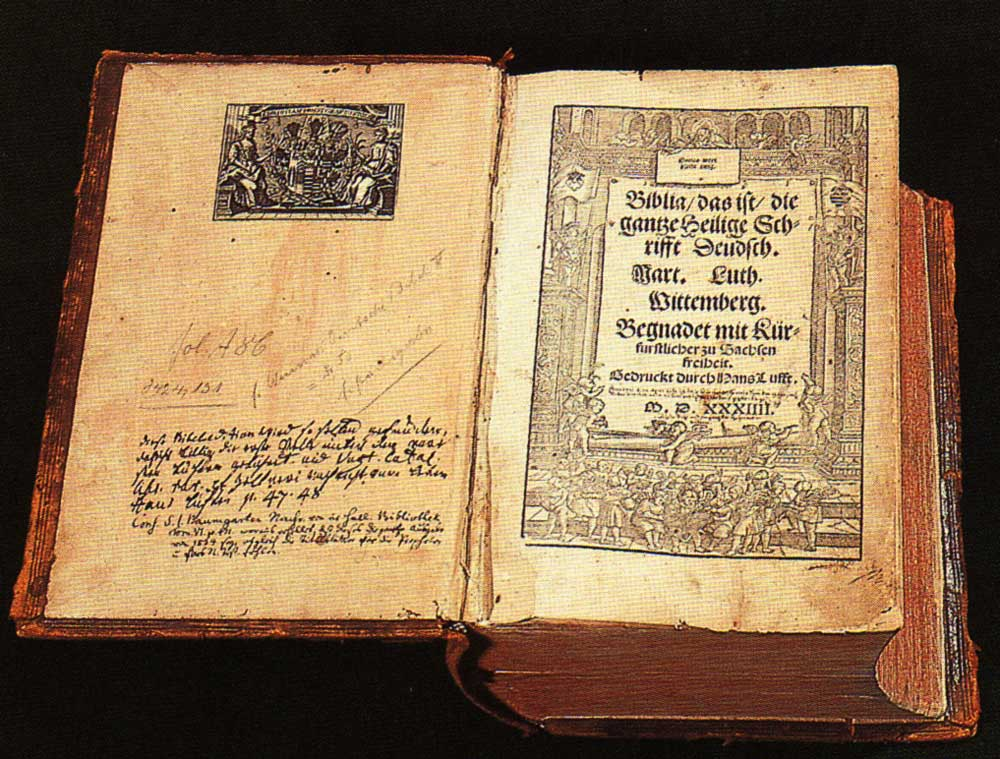
Representação original da Bíblia de Lutero.

As doutrinas de fé professadas pela IELB são tiradas das Sagradas Escrituras, a Bíblia. Como exposição correta da Bíblia, a IELB subscreve uma série de documentos confessionais, reunidos no Livro de Concórdia, de 1580. Martinho Lutero pregava que a salvação vinha pela graça e pela fé, contrariando à ideia das boas obras. A Igreja prega dois pontos como os meios da graça: a Palavra de Deus e os sacramentos. O objetivo da mesma é fazer com que todas as pessoas alcancem a salvação, tendo assim em sua teologia a ressurreição e a divisão em céu e inferno.
A igreja também utiliza os outros livros lançados por Lutero como uma base para o ensino de sua doutrina. O Catecismo Menor é ensinado a pessoas, geralmente na pré-adolescência, com um básico aprofundamento das principais teologias da Igreja. Um livro semelhante, porém maior e com aprofundamento mais detalhado é conhecido como Catecismo Maior, que é ensinado aos adultos. Além destes documentos, a IELB também aceita como parte de seu ensino a Confissão de Augsburgo, os Artigos de Esmalcalde, a Apologia e a Fórmula da Concórdia, formando assim ao Livro de Concórdia. Durante a maioria dos cultos luteranos, é utilizado um livro chamado Hinário Luterano, composto com 573 hinos de louvor e com sua última modificação feita em 1986.
A IELB utiliza dois sacramentos, o Batismo e a Santa Ceia. O Batismo acontece algumas semanas após ao nascimento da criança - ou em casos extremos, possível risco de morte, pode até ser feita na residência dos pais do bebê ou hospital. A criança - ou o adulto, caso o mesmo receber confirmação após uma instrução de adultos - recebe a água em sua cabeça simbolizando uma aliança com Deus, ao mesmo tempo em que o Pastor faz o sinal da cruz tanto na fronte quanto no peito. Quando a cerimônia é realizada de maneira formal, sobem ao altar junto com os pais e a criança, os padrinhos, que segundo a IELB, servem como testemunhas do ato. O Batismo pode ser ministrado pelo Pastor chamado e ordenado ou em casos emergenciais por qualquer outro cristão, e a pessoa é batizada em nome do Deus Triúno, Pai, Filho e Espírito Santo, tomando por base a ordem do próprio Jesus nos Evangelhos. Já a Santa Ceia é realizada em quase todos os cultos e é dirigida à todas as pessoas que foram confirmadas, onde estas recebem a hóstia(pão), que, segundo a doutrina da IELB é o Corpo de Cristo e recebem o vinho, que é o sangue de Cristo. Para tal ato ter uma validade ele deve ser previamente instituído pelo Pastor chamado e ordenado, o qual faz uso das palavras desta instituição feita pelo próprio Cristo no Evangelho conforme Mateus 26.26-28; Marcos 14.22-24 e Lucas 22.19-29, ou ainda na primeira Carta de Paulo aos Coríntios 11.23-26. Em caso contrário, segundo a Doutrina, se não houver esta instituição com a Palavras do texto bíblico, não há Santa Ceia. Portanto para antes de qualquer cerimônia de Santa Ceia, é dirigida a sua instituição. Observando ainda que o poder que existe na Santa Ceia não se encontra no ministro ou pastor, mas unicamente na Palavra de Deus unida aos meios físicos (Pão e Vinho).
São três os credos ecumênicos presentes na IELB: o Credo Apostólico, o Credo Niceno e o Credo Atanasiano. Em 1580, a Igreja Luterana, para demonstrar que não era uma seita, incorporou os três credos em suas confissões, reunidas no Livro de Concórdia. O Credo Apostólico é o mesmo utilizado na Igreja Católica, com uma mudança no trecho "Creio no Espírito Santo, na Santa Igreja Católica" para "Creio no Espírito Santo, na Santa Igreja Cristã", que foi feito pelo próprio Martinho Lutero durante a Reforma Protestante, tendo em base que a Salvação poderia ser dada para qualquer pessoa, não apenas para os católicos. Apesar do primeiro ser o Credo oficial e o mais utilizado, em alguns cultos - na maioria das vezes, mensalmente - há a pronunciação do Credo Niceno, que foi feito pelos cristãos de Roma no século III, sendo que apresenta apenas as principais verdades da crença em Deus. Por último, o Credo Atanasiano é o menos utilizado, devido ao seu tamanho, proferido na maioria das igrejas uma vez ao ano. Ele recebe maior atenção na semana da Santíssima Trindade, onde o Credo exalta exatamente o que trata a semana.
A formação dos pastores, também conhecidos como ministros, acontece em projetos afiliados da IELB (ver seção abaixo). Segundo a igreja, eles não tem direitos acima de qualquer outra pessoa, segundo o que foi dito na Epístola de Paulo a Tito. O ofício de pastor só é realizado quando acontece o chamado de uma congregação, caso isto não aconteça, o mesmo não terá a permissão da IELB para delegar cultos.
Apesar de em seu nome mencionar ser uma igreja evangélica, um dos pontos que difere a IELB das igrejas pentecostais é a abolição do dízimo das ofertas. Há cada ano, é realizado um estudo chamado de "Voto de Mordomia", no qual é explanado que a oferta deve ser dada em virtude do amor de Cristo, sendo a porcentagem apenas um valor adicional. Como dito acima, cada pessoa escolhe o percentual de suas ofertas, que se mantém ao redor do ano; elas são dadas uma vez por mês em envelopes fechados. No segundo semestre do ano, é realizada a Festa da Colheita, onde um envelope de cor rosa é entregado juntamente com a oferta normal, e o seu dinheiro é enviado para missões evangelísticas ao redor do mundo. Um estudo divulgado em 2010 mostrou que cada membro da IELB ofertou cerca de R$143,06 no ano, sendo que 6,7% foi destinado para a sede da IELB e o resto ficou distribuído dentro das congregações para despesas e salários do pastor.

### Posições oficiais a assuntos controversos
"A IELB crê e confessa que a sexualidade é um dom de Deus, destinado por Deus para ser vivido entre um homem e uma mulher dentro do casamento. […] Ensinamos que a igreja renova também o seu compromisso de receber pessoas homossexuais no amor de Cristo visando que a fé em Jesus as transforme para a nova vida da qual Deus se agrada."

Rev. Egon Kopereck, presidente da IELB.
Talvez o assunto mais controverso entre os membros luteranos seja em respeito à homossexualidade, visto que os mesmos não têm uma organização central. Apesar da Federação Luterana Mundial adotar um princípio de não haver punições para pastores que tenham parceiros do mesmo sexo, a IELB bem como todas as igrejas do Concílio Luterano Internacional (ILC) são fortemente contra a aceitação de qualquer relação entre pessoas do mesmo sexo, por ferir os princípios da Bíblia, recomendando então que se encaminhe o homossexual dentro do que preceitua o amor cristão. No entanto, a IELB condena qualquer tipo de discriminação perante os homossexuais, conforme nota publicada pelo então presidente Egon Kopereck, que diz que deve-se colocar ao lado destas pessoas para elas buscarem o caminho certo.
A Igreja Luterana não utiliza santos e/ou qualquer outra espécie de veneração, deixando bem claro em sua doutrina que a sua crença se baseia unicamente na Santíssima Trindade. Maria, mãe de Jesus, também não é considerada como venerável: "ainda que é digníssima das honras mais excelsas, ela não quer, todavia, que a igualemos a Cristo", consta em um posicionamento oficial da igreja. A autoridade de pastor, que para ser exercidade deve ser chamada e ordenada previamente, também não vincula nenhuma relação com santificações, sendo este utilizado por meio de Deus para a revelação da sua obra. A IELB publicou um artigo de nove páginas informando sobre a maçonaria, e deixou claro na página 6 que também não possui discriminações, mas que "um cristão convicto, especialmente um cristão luterano, não se filia a maçonaria, e porque um maçom, ao abraçar a fé cristã, não permanecerá na maçonaria".
A Igreja Evangélica Luterana do Brasil percebe semelhanças e diferenças quanto à pessoa do homem e da mulher. A principal semelhança é a igualdade de ambos perante Cristo, segundo a Epístola de Paulo aos Gálatas. Entre as diferenças, constam o fato de o homem ser o "cabeça" em um relacionamento, cabendo para ele as responsabilidades, segundo a Epístola aos Efésios; de a principal função da mulher é ser mãe, e a do homem, a autoridade no ensino da Palavra, segundo a Primeira Epístola a Timóteo; e os dons de "evangelistas" e "profetas" até serem dados para as mulheres, mas os de "pastores-mestres" unicamente para os homens, também segundo a Epístola aos Efésios. Como na Bíblia nada consta em relação à participação de mulheres em assembleias e cargos diretivos, a IELB permite a participação das mesmas em ambas as atividades.

### Diferenças em relação à IECLB
As Igrejas Luteranas são divididas em dois grandes blocos, que são coordenados por órgãos governamentais, a Federação Luterana Mundial (LWF) e o Concílio Luterano Internacional (ILC), do qual a Igreja Evangélica Luterana do Brasil faz parte. As duas tem por base o luteranismo, mas pequenas diferenças na doutrina e nas posições oficiais tornam a ILC com uma ortodoxia doutrinária maior do que a LWF, que é mais aberta, por exemplo, à união de pastores homossexuais. Já a Igreja Evangélica de Confissão Luterana no Brasil (IECLB), que representa aproximadamente 80% dos luteranos do Brasil, faz parte da LWF, fato com que várias "rivalidades" fossem criadas ao longo do tempo. No entanto, a IECLB é uma exceção no caso acima, sendo que em 27 de junho de 2011 publicou um documento oficial reafirmando o amor incondicional de Deus com todos e aceitando a decisão do Supremo Tribunal Federal (STF) que reconhece a união familiar de pessoas do mesmo sexo.
Apesar de várias suposições durante a história de ambas as igrejas, atualmente aceita-se o fato de que as principais diferenças entre elas são de valor cultural. Como informado anteriormente, a IELB se originou por meio da Igreja Luterana do Sínodo de Missouri, enquanto a IECLB foi formada da imigração de luteranos diretamente da Alemanha. Estudiosos, como Walter Altmann e Martin Dreher, declararam em uma entrevista que "a IECLB esteve mais exposta ao pensamento da Ilustração, enquanto a IELB esteve mais exposta ao Romantismo e ao neoconfessionalismo do século XIX."
Costuma-se dizer que existem duas principais diferenças entre as igrejas, aceitas pelos membros da mesma. A celebração da Santa Ceia, na IELB, é restrita para os membros da Igreja; na IECLB, ela é aberta para qualquer pessoa que queira a salvação, ato que é chamado de comunhão aberta. Já a ordenação de mulheres como pastoras, só é feita na IECLB, pois a IELB defende, como dito acima, que só os homens receberam os dons do Espírito Santo de se tornarem "pastores-mestres". Esses fatores tornam a IELB com uma interpretação mais literal da Bíblia, restringindo sua postura à sua própria denominação; e a IECLB apresenta um empenho ecumênico, com o acolhimento de métodos modernos da exegese.
Por a Bíblia ser o único meio de ambos, os pastores tentaram sanar qualquer rivalidade entre as igrejas através de três "Conferências Nacionais Interluteranas". Como medida de tal iniciativa, foi redigido em 1994 o chamado "Convênio de Cooperação Igreja Evangélica Luterana do Brasil - Igreja Evangélica de Confissão Luterana no Brasil", mostrando os pontos onde as mesmas trabalham em união.

## Símbolos

A Rosa de Lutero, um dos símbolos da IELB.

O logotipo oficial da Igreja Evangélica Luterana do Brasil é o desenho de uma cruz estilizada, representado nas cores azul claro, azul escuro e branco, onde a representação segue o modelo conhecido como "proporção áurea". Ele foi aprovado pelo Conselho Diretor da Igreja, após um conselho que durou entre 23 e 26 de maio de 1991, que tornou-se obrigatório após a 50ª Convenção Nacional que obrigou a todas as igrejas do país a terem uma logomarca de identificação fácil. Segundo a própria igreja, a escolha do símbolo se deu por três razões principais; por a mesma ser a principal representação do cristianismo, demonstrando o local onde Jesus Cristo foi morto; pelo fato de que a grande maioria das denominações religiosas também adotam tal símbolo como principal; e pelo fato do teólogo Martinho Lutero ter afirmado que a cruz deveria ser centralizada no altar de todos os templos.
O significado da logomarca pode variar segundo a maneira na qual for observada; a explicação convencional, reconhecida na página oficial da igreja, demonstra que o "L" remete a luteranos e o "B" a Brasil. Porém, ao longo dos anos, surgiram ideias de um possível "ML", em referência à Martinho Lutero. A IELB afirma que as diferentes perspectivas e volumes apresentados tem em seu fundamento a missão da igreja em levar a Bíblia aos diversos cantos do planeta, além de demonstrar os Dons do Espírito Santo que foram dados a cada uma das pessoas. Nos documentos oficiais, o acrônimo IELB é apresentado um pouco abaixo da logomarca, escrito na fonte tipográfica Bahamas, porém, nos desenhos e nas imagens presentes na igreja, apenas a cruz é utilizada.
Apesar de não ser visto com frequência quando a IELB é citada, a Rosa de Lutero também constitui um dos símbolos oficiais da igreja, bem como na quase totalidade das igrejas luteranas. Seu significado é o mesmo: a cruz negra demonstra a Paixão de Cristo e o coração vermelho representa o amor de Deus, sendo que ambos estão envoltos por uma rosa branca, que simboliza a paz em Deus; esta, fica rodeada por um campo azul demonstrando o céu, circundada por um detalhe dourado, no formato de uma aliança, que significa a renovação feita no Batismo.

## Números
|      |      |  |        |        |
| 1904 | 1904 |  | 2926   | 2926   |
| 1910 | 1910 |  | 7044   | 7044   |
| 1920 | 1920 |  | 16501  | 16501  |
| 1935 | 1935 |  | 32040  | 32040  |
| 1950 | 1950 |  | 65280  | 65280  |
| 1970 | 1970 |  | 149421 | 149421 |
| 1990 | 1990 |  | 198522 | 198522 |
| 2000 | 2000 |  | 219888 | 219888 |
| 2010 | 2010 |  | 238281 | 238281 |
| 2011 | 2011 |  | 264014 | 264014 |
| 2012 | 2012 |  | 243093 | 243093 |
| 2015 | 2015 |  | 242179 | 242179 |
| 2016 | 2016 |  | 243520 | 243520 |
| 2017 | 2017 |  | 244741 | 244741 |
| 2018 | 2018 |  | 245631 | 245631 |
| 2020 | 2020 |  | 245097 | 245097 |

O número de membros oficiais - aqueles que foram batizados - da Igreja Evangélica Luterana do Brasil estão em constante crescimento ao longo dos anos, conforme tabela mostrada ao lado. Poucos anos após sua fundação, o número de membros registrados já era de quase 3.000, a maioria deles imigrantes dos Estados Unidos, mais especificamente da Igreja Luterana do Sínodo de Missouri. No entanto, a IELB começou a se espalhar por um número maior de regiões a partir da década de 1950, sendo que em dez anos o número de membros quase dobrou, atingindo a marca de 112.317 filiados. O último estudo oficial foi divulgado na revista Mensageiro Luterano, publicado pela ed. Concórdia, onde podemos perceber 238.281 membros, em uma pesquisa que é datada de dezembro de 2010, significando um aumento de 8,4% em relação à última década. Já o site oficial da IELB registra o número de 239.026 membros, este feito em 25 de setembro de 2012, que faz com que a IELB se torne a principal igreja-irmã do Sínodo de Missouri.
Conforme dito anteriormente, todos os membros da IELB residem no Brasil, e este mesmo estudo mostra que 48,7% deles moram no Rio Grande do Sul, onde foi o ponto primário de estabilização dos imigrantes e onde também funciona o Seminário Concórdia, responsável pela formação dos pastores. O estado de Paraná representa 13,6% dos membros oficiais, seguido por Santa Catarina, com 12,2%, que fazem com que a Região Sul represente aproximadamente ¾ de todos os membros da igreja. Juntos, Espírito Santo e Minas Gerais representam 12,4%; e São Paulo e Rio de Janeiro 8,7%. Nas outras três regiões, o número é demasiado abaixo destes cinco estados: a Região Centro-Oeste possui 2,6%, seguida da Região Norte - 1,1% - e da Região Nordeste, com 0.5%. Apesar do baixo índice, estas duas regiões foram as que mais apresentaram crescimento nos últimos dez anos, devido principalmente a uma grande fundação de templos nos estados de Rondônia e Pernambuco.
Em 2010, estima-se que a IELB tinha 601 pastores congregacionais, além de 248 dispersos em paróquias e pontos de missões; número que aumentou em 11 do ano passado. Os pontos de pregação estabilizaram-se em 627, as paróquias em 519 e as congregações em 1470. O número de membros que saíram da IELB entre 2005 e 2010 foi de 19.429, o que representa cerca de 8,2% do número atual; no entanto, 22.328 ingressaram na mesma por meio de confissão da fé, representando 9,4%.
Em 2016, a IELB registrou 243.520 membros, 58 distritos, 533 paróquias, 2.015 locais (congregações e pontos de pregação ou missão) e 849 pastores, sendo que 619 pastores atuam nas paróquias.
Já em 2017, eram registrados 244.741 membros e 2012 locais de culto.
 Em 2018 a denominação relatou 245.631 membros, 532 paróquias e 615 pastores.

## Afiliados

### Seminário Concórdia
O Seminário Concórdia é o local de formação em teologia reconhecido pela Igreja Evangélica Luterana do Brasil, localizado na cidade de São Leopoldo, no Rio Grande do Sul. Para um membro da igreja que deseja exercer tal função, ele deve obrigatoriamente passar pelo Seminário Concórdia. Antes da unificação com esta faculdade, a IELB também aceitava pastores formados na Escola Superior de Teologia de São Paulo.
Ele foi fundado em abril de 1903, na cidade gaúcha de Bom Jesus, onde os instruídos eram ensinados pelo Reverendo John Hartmeister, vindo da Igreja Luterana do Sínodo de Missouri, até a fundação oficial da IELB em 1904. Após um breve fechamento em 1905, o Seminário foi reaberto em 1 de maio de 1907, com dois professores, e em 1908 recebeu oficialmente o nome de Seminário Concórdia, o qual é mantido até os dias de hoje. Até 1984, o Seminário funcionou no bairro Mont'Serrat, de Porto Alegre, sendo que neste ano ocorreu a mudança para a cidade de São Leopoldo, onde está localizado até hoje. No ano de 1994, conforme explicado na seção abaixo, um convênio uniu o Seminário à Universidade Luterana do Brasil. Em 2002, ocorreu a unificação da Escola Superior de Teologia de São Paulo com o Seminário Concórdia, tornando assim este o único ponto de formação de pastores da IELB.
Desde sua fundação, o Seminário Concórdia formou cerca de 850 pastores da IELB, que atuam em quase 2000 congregações e pontos de missão, tanto no Brasil como no exterior. O Seminário também publica, através de seu Corpo Docente, uma revista semestral sobre teologia desde o ano de 1941.

### Universidade Luterana do Brasil

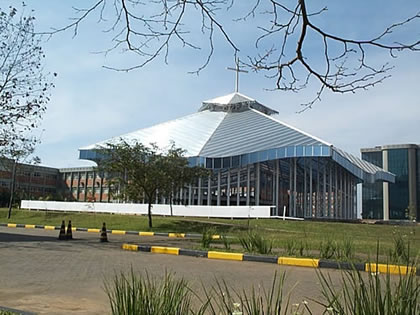
A Universidade Luterana do Brasil (ULBRA) é uma das afiliadas à IELB.

A Universidade Luterana do Brasil (ULBRA) é uma universidade privada localizada na cidade de Canoas, no Rio Grande do Sul e tem como mantenedora a Associação Educacional Luterana do Brasil (AELBRA). A ULBRA engloba operações na área de educação, da infância à pós-graduação, e também uma emissora de TV (Ulbra TV), a rádio (Mix FM Porto Alegre). No campo da teologia, a ULBRA possui a Biblioteca Martinho Lutero, onde estão disponíveis vários registros tanto da Bíblia quanto de publicações feitas por Lutero em textos da Reforma Protestante. Na primeira década dos anos 2000, a ULBRA enfrentou diversas crises financeiras, causada por diversas dívidas tributárias, além de ter feito várias aparições na mídia pelo indiciamento do reitor anterior, Rubem Becker em 2009 e do atual, carecendo de fundamentação, por falsificação ideológica em 2013.
A atual gestão, após quatro anos de negociações, obteve alternativa para suas dívidas, aderindo ao PROIES, que prevê o pagamento de parte da divida da união com a concessão de 49 mil, bolsas de estudo em 15 anos. Com foco no ensino, a Universidade recebeu notas 4 e 5 (no índice de 1 a 5) das comissões de avaliação do MEC em mais de 70% dos cursos visitados nos campi do Rio Grande do Sul. A partir do Índice Geral de Cursos (IGC), que avalia a qualidade do ensino, a ULBRA é considerada pelo MEC a sexta melhor universidade particular do Brasil, pelo segundo ano consecutivo. Na modalidade de educação a distância, a Universidade está em primeiro lugar em qualidade de ensino, a partir dos conceitos obtidos pelos alunos no ENADE.
A principal relação da IELB com a ULBRA se dá através de um convênio de mútua cooperação, por meio do qual os professores do Seminário Concórdia passaram a atuar também no curso de Licenciatura Cristã da ULBRA; ao mesmo tempo que os alunos cursaram a Licenciatura na ULBRA e o Bacharelado no Seminário Concórdia. Em outubro de 2000, o nome do curso foi mudado para Bacharelado em Teologia, e reconhecido oficialmente pelo Seminário Concórdia para a especialização de pastores. A ULBRA tem constante participação em projetos da IELB, como por exemplo, a divulgação dos eventos importantes da mesma e a participação em eventos da Juventude Evangélica Luterana do Brasil (JELB), como aconteceu no 43° Congresso Nacional, onde um DVD foi gravado.
Outra relação importante entre IELB e ULBRA é na área de comunicação/evangelização. Desde 2004, a IELB, por meio da Capelania Pastoral, tem um programa de TV diário em canal aberto nacional, o Toque de Vida, da ULBRA TV. Também por meio da CELSP, desde 2008, a IELB exibe cultos luteranos semanais na ULBRA TV. Em 2013, um programa de debates e variedades passou a ser apresentado aos domingos, alternadamente com a exibição dos cultos.

### Editora Concórdia
A editora Concórdia é a editora oficial da Igreja Evangélica Luterana do Brasil, responsável pela publicação de todos os livros e materiais relacionados à mesma. Além destas publicações, a Editora Concórdia reúne uma loja oficial com a venda de produtos como compact discs, DVDs, camisetas da Juventude Evangélica Luterana do Brasil (JELB) e jogos destinados ao público infantil.
Ela foi fundada oficialmente em 12 de abril de 1923, após uma reunião realizada por ocasião da Conferência Pastoral do Distrito Porto-Alegrense, a qual foi presidida por Paul W. Schelp, que ficou no cargo principal da Editora por cerca de quarenta anos. Antes mesmo, a Editora Concórdia funcionava como uma agência de livros da IELB, onde contava com uma prensa tipográfica para a distribuição de livros do Seminário Concórdia, os quais eram feitos com limitação. Em 1924, foi distribuído o primeiro livro impresso pela Editora, o conhecido Catecismo Menor de Lutero, na época em que a empresa era conhecida como Casa Publicadora Concórdia Ltda. Toda a construção e planejamento foram interrompidos por uma enchente que atingiu Porto Alegre em 1941, destruindo quase todos os materiais da Editora Concórdia, que recebeu ajuda da IELB e dos Estados Unidos em troca de abaixar o preço dos próximos livros disponibilizados. A partir da década de 1970, a Concórdia se estabeleceu como uma das principais divulgadoras do luteranismo no Brasil, e atualmente conta com duas filiais em São Paulo.
A Editora Concórdia distribui para venda materiais como o Mensageiro Luterano, em assinaturas anual e bianual. Ele foi lançado no dia 25 de dezembro de 1917 e é conhecido como o primeiro jornal luterano em língua portuguesa do mundo, e atualmente traz cerca de 50 páginas com materiais e reportagens relacionados à IELB e à Bíblia. Outras publicações importantes incluem o Hinário Luterano, o Castelo Forte - uma espécie de devocionário com uma reflexão para cada dia do ano, o Catecismo Menor, o Catecismo Maior e o Anuário Luterano, além de outros tipos de livros e vários formatos de Bíblias.

## Cargos e subdivisões
As decisões da Igreja Evangélica Luterana do Brasil são tomadas por meio de uma Diretoria Nacional, que é escolhida por votação de quatro em quatro anos, com os cargos de Presidente, Vice-Presidente de Ensino, Vice-Presidente de Expansão Missionária, Vice-Presidente de Educação Cristã, Vice-Presidente de Ação Social, Vice-Presidente de Comunicação e Vice-Presidente de Administração. O atual Presidente da IELB é o Reverendo Geraldo Walmir Schüler, o Vice-Presidente de Ensino é o Rev. Joel Müller, o Vice-Presidente de Expansão Missionária é o Rev. Heder Frederico Pieper Gumz, o Vice-Presidente de Educação Cristã é o Rev. Martinho Sonntag, o Vice-Presidente de Ação Social é o Rev. Airton Scheunemann Schroeder, a Vice-Presidente de Comunicação é a Jornalista Aline Gehm Koller Albrecht (primeira mulher a integrar a Diretoria Nacional da IELB), e o Vice-Presidente de Administração é o contador Renato Bauermann.
Escola Dominical
A Escola Dominical é ensinada por membros da própria Igreja, que colaboram voluntariamente no ensino da Palavra de Deus através de histórias bíblicas e outras atividades. Ela é instruída para crianças, geralmente a partir dos 4 anos, até a época da sua confirmação, quando as mesmas passam a frequentar o Departamento de Jovens. Segundo vários pastores, a Escola Dominical é a principal área de instrução de um cristão, portanto, é dada grande atenção para a mesma. Ela é ministrada em diversos horários, variando de uma congregação para a outra, porém, a maioria a realiza antes ou depois dos cultos, ou nos sábados à tarde.
Juventude

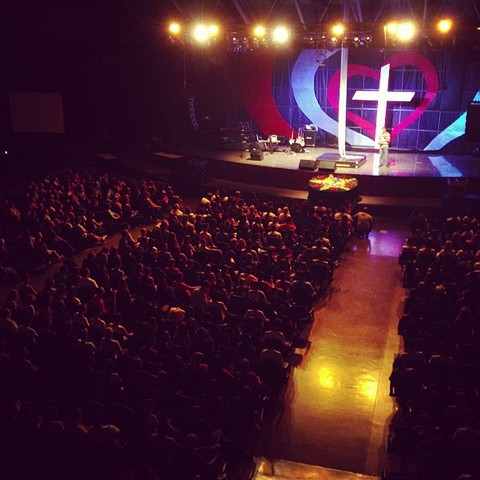
43° Congresso da Juventude Evangélica Luterana do Brasil, realizado em Sumaré, São Paulo, no ano de 2013.

A Juventude é o Departamento que compreende todas as pessoas que foram confirmadas (ou que estão na Instrução de Confirmandos). Como o Departamento de Leigos e Servas, ela também compreende a divisão de seis cargos, sendo eles distribuídos de forma nacional, estadual, distrital e congregacional. O atual presidente nacional é Luiz Felipe Machado, do Rio de Janeiro, que cumpre o mandato 2025-2027.
A Juventude Evangélica Luterana do Brasil surgiu em 1925, tornando-se assim a juventude luterana mais antiga de toda a América Latina. Ela foi fundada oficialmente em 31 de maio daquele ano, no vilarejo de Hartzpikade, hoje município de Nova Hartz, no Rio Grande do Sul, e foi chamada de Liga Luterana Juvenil do Brasil. No tempo da Segunda Guerra Mundial, por questões nacionalistas implicadas pelo Estado Novo, seu nome foi revertido para Liga Walther, mas acabou extinta em 1945, tendo sido retomada apenas em 1950 como Juventude Luterana do Brasil, posteriormente acrescentando o "Evangélica" em seu nome.
Em 31 de maio deste ano, a JELB realizou a comemoração do centenário da JELB no Museu da Bíblia (MuBi), em Barueri, SP. O evento contou com a participação de jovens de vários distritos luteranos, desde o sul e sudeste, até o centro-oeste, norte e nordeste. 
A JELB realiza a um intervalo de dois anos um Congresso Nacional com todos os jovens do Brasil. A última edição, de número 46, foi realizada no SESC Praia Formosa, cidade de Aracruz, Espírito Santo, e reuniu cerca de 1.700 jovens durante cinco dias de atividades. O Congresso com o maior número de membros foi o 42°, realizado na cidade de Foz do Iguaçu, Paraná, com cerca de 2.500 jovens presentes. Em alguns estados são realizados congressos estaduais, como no Rio Grande do Sul, onde foram feitas até agora cinco edições, sendo a última em Canela.
Leigos
O Departamento dos Leigos, chamado oficialmente de Liga de Leigos Luteranos do Brasil, 3LB, reúne todos os membros do sexo masculino. Embora na linguagem popular o termo "leigo" se refira à falta de experiência, na vocabulário religioso é aquela pessoa que "não é pastor". Devido à questões de trabalho, a maioria das igrejas realiza a reunião dos homens à noite, com frequência mensal ou quinzenal, e a relação de Igrejas Luteranas e seus contatos pode ser conferida no próprio site da IELB. A diretoria está organizada do mesmo jeito que a IELB em si, porém as eleições são feitas a cada dois anos, a gestão atual estará em vigor até agosto de 2025. O presidente da diretoria nacional é o Sr. Ives Moller, de Curitiba, PR.
Sua fundação oficial decorreu entre 15 e 17 de janeiro de 1971, na cidade gaúcha de São Leopoldo, onde foi realizado o 1º Encontro Nacional de Leigos Luteranos, recebendo membros leigos de todo o Brasil. Sua fundação oficial decorreu em 16 de janeiro, apesar de a primeira Liga de Leigos ser fundada informalmente em Novo Hamburgo, no Rio Grande do Sul, em 11 de abril de 1948. Similar aos jovens e as servas, os leigos também realizam um Congresso Nacional a cada dois anos, tendo o primeiro deles ocorrido em Imbituva, PR, entre 11 e 14 de janeiro de 1973. O 26º Congresso Nacional acontecerá em Salvador, BA, entre 21 e 24 de agosto de 2025.
Servas
O Departamento das Servas, chamado oficialmente de Liga de Servas Luteranas do Brasil (LSLB), compreende basicamente todos os membros do sexo feminino que estão casadas. Ao contrário dos três departamentos anteriores, a maioria das igrejas realiza apenas uma reunião de servas a cada duas semanas, devido as mesmas ajudarem aos trabalhos da igreja e outras missões. A diretoria é composta pelos mesmos cargos da Diretoria da IELB, sendo que a atual presidente é Loci Marinês Gobetti.
Os primeiros registros de reuniões femininas aconteceram em 1909, na Comunidade Cristo de Porto Alegre, onde as mulheres se reuniam sob a presidência de Maria Tetzlaff, onde faziam projetos sociais para ajudar os membros necessitados da igreja. Após a fundação de vários departamentos individuais, decorreu em 4 de julho de 1956 a fundação oficial da Liga de Servas Luteranas do Brasil, na Congregação São Paulo de Porto Alegre. O primeiro congresso nacional foi realizado em 16 e 17 de janeiro de 1957, na capela do Seminário Concórdia, em Porto Alegre, contando com a presença de apenas 103 delegadas. O último congresso foi o de número 30, e aconteceu em Campo Grande, MS, entre 12 e 27 de janeiro de 2020. Anualmente, as servas divulgam a revista "Servas do Senhor", com tiragem de 10.000 exemplares e 8.000 assinantes.

## Aparições na mídia
A IELB está nas principais redes sociais: Instagram, Facebook e Youtube. Também possui um site amplo (www.ielb.org.br), com conteúdo diversificado e atualizado para auxiliar membros e pastores da Igreja, e também para atender interessados em conhecer um pouco mais sobre a IELB.
Algumas congregações da IELB transmitem os cultos ao vivo pela internet, uma delas é a Concórdia, de Cacoal/RO. 
A página da Comunidade Concórdia é CEL Concórdia e os vídeos dos cultos também podem ser encontrados no Youtube, através do canal "Concórdia Cacoal". 
As gravações da Congregação Castelo Forte, de Canoas, RS, podem ser encontradas no YouTube, através do canal CEL Castelo Forte.
Na televisão, a IELB mantém um programa junto a sua afiliada Ulbra TV, mantida pela Universidade Luterana do Brasil, chamado "Toque de Vida". Aos domingos, a partir das 8 horas da manhã, são exibidos cultos da Congregação Castelo Forte, de Canoas, que tiveram início com a disponibilização do culto de 104 anos, ocorrido em 2008. Transmissao de culto pela teve marca 104 anos de fundacao da IELB E também, em parceira com a rádio Cristo para Todos, é transmitido todo sábado, às 12h30, o programa CPT na TV, com os destaques da programação da rádio oficial da IELB. O primeiro programa da IELB foi exibido na RBS TV Erechim, chamado "A Hora", o qual era produzido inicialmente pelo pastor Edgar Tilp. Ele começou a ser exibido em 1976, e em 1983 passou para a direção de Benjamin Jandt, com participações de Vilson Regina e Gerold Krick, e sua duração variava entre cinco e dez minutos; seu fim aconteceu em 1988. O segundo programa que a IELB veiculou também foi regional, chamado "A Voz da Cruz" e exibido na RBS TV Cruz Alta, entre 1980 e 1984, sob direção de Valdo Weber. Depois, foram exibidos programas de nome "Expectativa", com duração de aproximadamente 20 minutos, em emissoras locais de Vitória, Cascavel, Londrina e Dourados. Na década de 1980, também foram veiculados por um ano os programas "Fé e Esperança" (Porto Alegre) e "Encontro" (Florianópolis).
Desde 6 de junho de 1947, é transmitido, na maioria das cidades com templos da IELB, o programa Cinco Minutos com Jesus, da Hora Luterana, com mensagens cristãs.
No dia 31 de outubro de 2014, a Igreja Evangélica Luterana do Brasil estreou a rádio oficial da igreja - Rádio Cristo para Todos. A data de lançamento foi escolhida por marcar a celebração da Reforma Luterana, iniciada por Martinho Lutero em 1517. "Assim como Martinho Lutero usou as novas mídias da época para difundir a Palavra de Deus, nós queremos continuar utilizando as novas tecnologias para espalhar a mensagem do Evangelho de nosso Salvador Jesus Cristo às pessoas ao redor do mundo", destacou a vice-presidente de Comunicação da IELB, Aline Koller.
O nome Cristo para Todos foi escolhido por ser o lema geral da IELB. A rádio pode ser acessada no site www.radiocpt.com.br e também é possível baixar o aplicativo pela App Store e Google Play. Há transmissões simultâneas por vídeo em www.facebook.com/radiodaielb e www.youtube.com/radiocpt. A emissora tem programação diversificada, 24 horas por dia, com formação, informação e músicas cristãs com variados estilos e melodias. Desde 2020, a coordenadora da rádio é a jornalista e radialista Luana Lemke Guterres.
 